# Бийи-ле-Шансо
Бийи́-ле-Шансо́ (фр. Billy-lès-Chanceaux) — коммуна во Франции, находится в регионе Бургундия. Департамент коммуны — Кот-д’Ор. Входит в состав кантона Беньё-ле-Жюиф. Округ коммуны — Монбар.
Код INSEE коммуны — 21075.

## Население
Население коммуны на 2010 год составляло 80 человек.
| 1962 | 1968 | 1975 | 1982 | 1990 | 1999 | 2010 |
| ---- | ---- | ---- | ---- | ---- | ---- | ---- |
| 146  | 117  | 76   | 71   | 76   | 74   | 80   |

## Экономика
В 2010 году среди 51 человека трудоспособного возраста (15—64 лет) 39 были экономически активными, 12 — неактивными (показатель активности — 76,5 %, в 1999 году было 68,9 %). Из 39 активных жителей работали 38 человек (20 мужчин и 18 женщин), безработным был 1 мужчина. Среди 12 неактивных 5 человек были учениками или студентами, 4 — пенсионерами, 3 были неактивными по другим причинам.